# Cabra del Camp

Położenie gminy na mapie comarki Alt Camp.

Cabra del Camp – gmina w Hiszpanii,  w Katalonii, w prowincji Tarragona, w comarce Alt Camp.
Powierzchnia gminy wynosi 26,95 km². Zgodnie z danymi INE, w 2005 roku liczba ludności wynosiła 859, a gęstość zaludnienia 31,87 osoby/km². Wysokość bezwzględna gminy równa jest 493 metry. Współrzędne geograficzne gminy to 41°23'50"N, 1°16'40"E.

## Dynamika populacji
- 1991 – 435
- 1996 – 483
- 2001 – 682
- 2004 – 768
- 2005 – 859

## Miejscowości
W skład gminy Cabra del Camp wchodzą cztery miejscowości, w tym miejscowość gminna o tej samej nazwie:
- Cabra del Camp – liczba ludności: 450
- Can Rui – 3
- El Mas del Plata – 403
- Miralcamp Residencial – 3